# Harms Staecker
Harms Staecker (* 24. August 1936 in Dramburg) ist ein deutscher Politiker (CDU).

## Leben
Staecker, der im pommerschen Dramburg geboren wurde, legte 1956 das Abitur am Christianeum in Hamburg-Othmarschen ab. Nach Praktika bei Feldmühle und einer Bank, studierte er Geschichte, Politikwissenschaft, slawische Sprachen und Rechtswissenschaften in München und Hamburg und legte 1968 das Referendarexamen ab. Während des anschließenden Rechtsreferendariats war er 1969 Vorsitzender des Landesreferendarverbandes in Schleswig-Holstein. Nachdem er 1972 das Assessorexamen ablegte, wurde er im März des Jahres als Rechtsanwalt zugelassen.
Staecker trat 1962 der CDU bei. Von 1964 bis 1966 war er Kreisvorsitzender der Jungen Union im Kreis Pinneberg. Von 1964 bis 1967 gehörte er dem Landesvorstand der JU in Schleswig-Holstein an. Bei der Kommunalwahl 1970 wurde er in die Stadtverordnetenversammlung von Elmshorn gewählt, legte das Mandat aber mit seinem Umzug nach Hamburg 1973 nieder. Von 1974 bis 1986 war er Vorsitzender des CDU-Ortsverbandes Uhlenhorst/Hohenfelde. Er war von 1974 bis 1981 für seine Partei Mitglied des Ortsausschusses Barmbek-Uhlenhorst und von 1974 bis 1982 Mitglied der Bezirksversammlung im Bezirk Hamburg-Nord. Als Kommunalpolitiker kritisierte er 1980 die neu gebauten Sozialwohnungen der Neuen Heimat an der Ekhofstraße in Hohenfelde öffentlichkeitswirksam als Privat-Sing-Sing. Zudem war er von 1979 bis 1982 Deputierter der Justizbehörde. Bei der Bürgerschaftswahl im Juni 1982 wurde er in die Hamburgische Bürgerschaft gewählt und gehörte ihr auch nach der Dezemberwahl im selben Jahr an. Er engagierte sich vor allem im Rechtsausschuss, im Haushaltsausschuss und im Ausschuss für Inneres und den Öffentlichen Dienst. Zudem vertrat er seine Fraktion auch im Parlamentarischen Untersuchungsausschuss zur Neuen Heimat. Zur Bürgerschaftswahl 1986 wurde er nicht wieder aufgestellt.

## Familie
Staecker ist mit einer Lehrerin verheiratet, mit der er drei Kinder hat.